# Resistencia
Resistencia è una città dell'Argentina settentrionale, capitale della provincia del Chaco. È situata sulle rive di un affluente del Paraná. Ha una popolazione di circa 290.000 abitanti, mentre l'area metropolitana ne conta circa 360.000.

## Storia
Chiamata in origine San Fernando del Río Negro, la città fu fondata nel XVII secolo come missione gesuita e successivamente abbandonata nel tardo XVIII secolo. In seguito alla guerra fra l'Argentina e il Paraguay (1864–1870), si ristabilì l'insediamento come importante avamposto militare. Il nome attuale fu adottato nel 1876. La città venne però ufficialmente rifondata solo il 27 gennaio del 1878, con l'arrivo dall'Italia di un primo contingente di colonizzatori friulani. Costoro vengono ancor oggi considerati ufficialmente i padri fondatori di Resistencia e celebrati in occasione di feste e ricorrenze storiche. I discendenti di questi primi coloni continuano a detenere gran parte delle leve del potere politico ed economico in città e nella Provincia del Chaco.

## Economia
Resistencia è un importante nodo per il commercio e per il trasporto per la regione di frontiera del nord-ovest, scarsamente abitata. Le attività industriali più importanti includono il settore alimentare, tessile, metallurgico, e la realizzazione di prodotti in legno e in cuoio. Nelle vicinanze è situato il porto fluviale di Barranqueras.

### Turismo
La città non è dotata di molte attrazioni turistiche, fatta eccezione per la gara di intaglio nel legno (Bienal Internacional de Esculturas), che si svolge ogni due anni a luglio, per la durata di un'intera settimana. Nelle edizioni più recenti erano incluse opere in marmo e in ghiaccio, quest'ultimo molto raro a causa del clima subtropicale della città, per la quale le temperature inferiori ai 5 °C sono inusuali. Le sculture generalmente rimangono in città, e vengono disposte lungo i marciapiedi e nei vari parchi della città, ed è per questa ragione che la città viene soprannominata "La città delle sculture" (ne sono già state collocate più di 400). Il Consiglio Comunale di Resistencia , con l'ordinanza n. 3362 del 1 ° ottobre 1997 aveva deciso di "adottare per la città di Resistencia la caratterizzazione di “CITTÀ delle SCULTURE”, e per legge n. 4.565 del 16 dicembre 1998, la Camera dei Deputati della Provincia del Chaco, la città di Resistencia è dichiarata "Città delle Sculture-Patrimonio Beni Culturali della Provincia del Chaco.
Dopo un rilevamento delle opere artistiche trovate nella città, e raccomandando al governatore di proporre all'esecutivo Nazionale, che dichiari a Resistencia "Città delle Sculture Beni Culturali di Argentina. Infine, la città è dichiarata "capitale nazionale delle sculture", con atto del Congresso.
La città offre un bonus fiscale per cui chiunque metta una scultura in una posizione visibile davanti alla propria abitazione, è esentato dal pagamento delle tasse per un anno.

## Infrastrutture e trasporti

### Strade
Resistencia è un importante snodo stradale dell'Argentina centro-settentrionale. Presso la sua area urbana infatti s'intersecano la strada nazionale 11, che da Rosario conduce sino a Clorinda, presso la frontiera con il Paraguay, e la strada nazionale 16, che unisce Corrientes alla provincia di Salta. Resistencia è unita alla vicina Corrientes dal ponte Generale Belgrano.

### Aeroporti
La città è servita dall'aeroporto internazionale di Resistencia.

## Amministrazione

### Gemellaggi
- Udine, dal 1978
- Trento, dal 2002
- Asunción, dal 2006
- São Vicente, dal 2006
- Venezia
- Firenze
- Senigallia, dal 2011
- Tarija
- Corrientes

## Sport

### Calcio
Principale squadra cittadina è il Chaco For Ever, che nella sua storia ha militato per due stagioni nella massima serie argentina.